# Helictophanes prospera
Helictophanes prospera is een vlinder uit de familie van de bladrollers (Tortricidae). De wetenschappelijke naam van de soort is voor het eerst geldig gepubliceerd in 1909 door Edward Meyrick.

## Type
- holotype: "female"
- instituut: BMNH, Londen, Engeland
- typelocatie: "India, Assam, Khasi Hills"

## Synoniemen
- Articolla prospera Meyrick, 1909